# 中华怪鳞虫
中华怪鳞虫（学名：Pholoe chinensis）为锡鳞虫科怪鳞虫属的动物，是中国的特有物种。分布于黄海等海域。